# Agenzia VII
L'Agenzia VII (seven in inglese) è una agenzia fotografica con uffici a New York, Los Angeles e Parigi. È stata fondata da sette fotoreporter il 9 settembre 2001. Dal gennaio 2005 Frank Evers ne è il direttore.
Questo gruppo di fotoreporter ha documentato i più importanti eventi storici del ventunesimo secolo come gli attentati dell'11 settembre 2001, le guerre in Afghanistan, Iraq e il conflitto in Israele.
L'American Photo Magazine l'ha nominata la terza entità più importante nella fotografia nell'aprile 2005.
Nell'ottobre del 2007 l'agenzia perde Alexandra Boulat morta in seguito ad un aneurisma.

## Fondatori
- John Stanmeyer
- Alexandra Boulat
- James Nachtwey
- Ron Haviv
- Antonín Kratochvíl
- Christoffer Morris
- Gary Knight

## Altri fotoreporter entrati successivamente
- 2002: Lauren Greenfield
- 2004: Joachim Ladefoged
- 2006: Eugene Richards
- 2007: Marcus Bleasdale
- 2007: Franco Pagetti

## Libri
- WAR by VII, de.MO (April, 2004), ISBN 0-9705-7689-7
- Democratic Republic of Congo: Forgotten War by VII, de.MO (April, 2006), ISBN 0-9742-8365-7